# Gerald Gardiner
Gerald Austin Gardiner, baron Gardiner (ur. 30 maja 1900, zm. 7 stycznia 1990) – brytyjski prawnik i polityk, członek Partii Pracy, minister w rządach Harolda Wilsona.
Był synem Roberta Gardinera i Alice van Ziegesar, córki hrabiego von Ziegesar. Wykształcenie odebrał w Harrow School i w Magdalen College na Uniwersytecie Oksfordzkim, gdzie studiował prawo. W 1925 r. rozpoczął praktykę adwokacką. W 1918 r. służył w Coldstream Guards, ale w latach 30. został działaczem Peace Pledge Union. W latach 1943–1945 służył we Friends' Amublance Unit.
Jako prawnik działał na rzecz zniesienia kary śmierci. Od 1948 r. był Radcą Króla. W latach 1947–1953 był członkiem Komisji ds. Praktyki i Procedury Sądu Najwyższego. W latach 1952–1963 zasiadał w Komisji Reform Prawa Lorda Kanclerza. W 1955 r. otrzymał tytuł Master of the Bench w korporacji Inner Temple.
W 1951 r. wystartował bez powodzenia w wyborach parlamentarnych w okręgu Croydon West. W 1963 r. został kreowany parem dożywotnim jako baron Gardiner i zasiadł w Izbie Lordów. Po wyborczym zwycięstwie laburzystów w 1964 r. został Lordem Kanclerzem i członkiem Tajnej Rady. W 1965 r. powołał Komisję Prawa, mającą na celu opracowanie postulatów reform prawnych. W 1967 r. doprowadził do powołania urzędu rzecznika praw obywatelskich.
Lordem Kanclerzem był do wyborczej porażki Partii Pracy w 1970 r. W latach 1973–1978 był kanclerzem Open University. Od 1925 r. był mężem Lesly Trounson, z którą miał jedną córkę. Lesly zmarła w 1966 r. i Gardiner ożenił się ponownie w 1970 r. z Muriel Box, pisarkę, producentkę i reżyserkę, laureatkę Oscara za najlepszy scenariusz oryginalny w 1945 r.
Lord Gardiner zmarł 7 stycznia 1990 r.